# Trude Petri

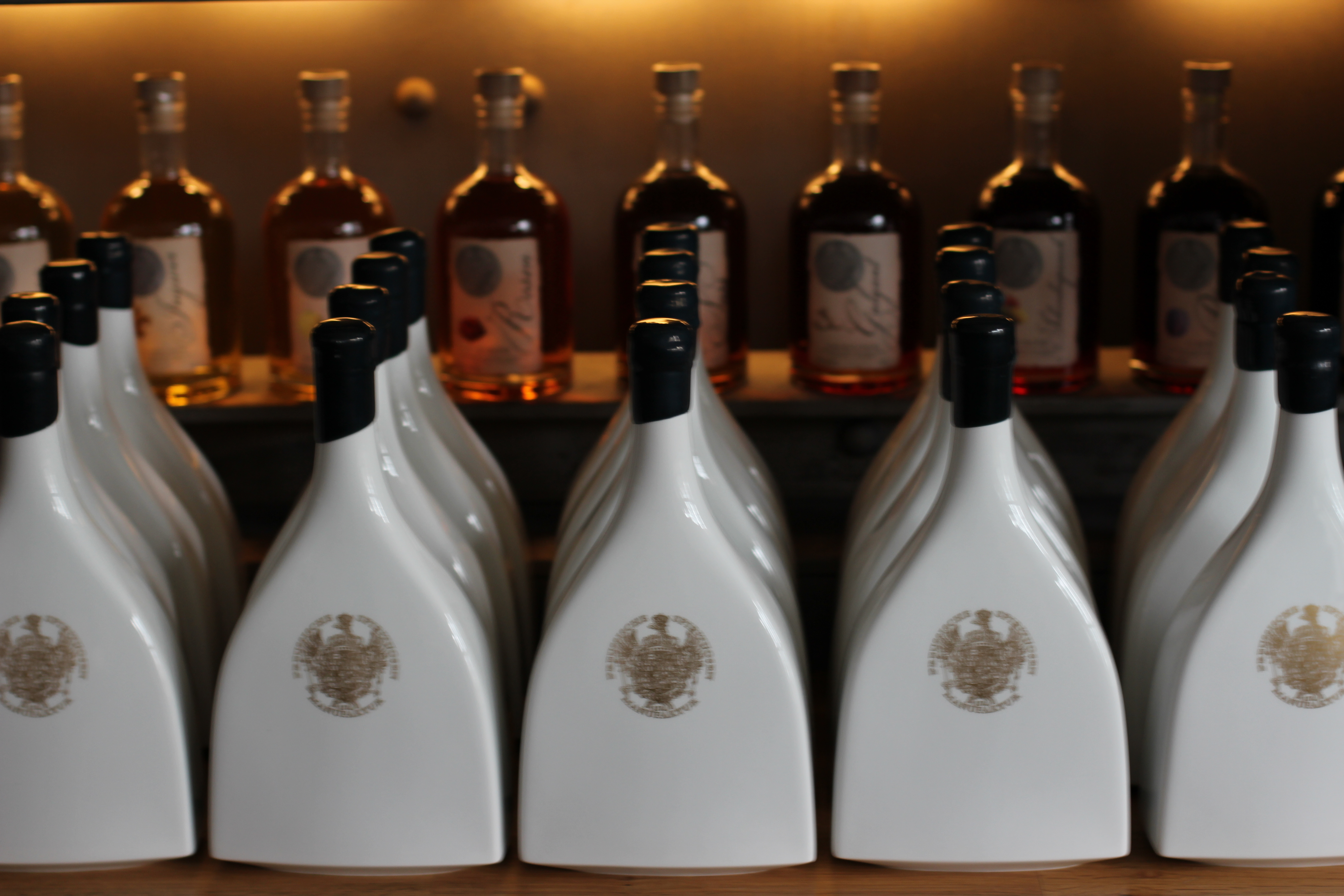
Von Petri entworfene Gin-Flaschen der Preussischen Spirituosen Manufaktur

Gertrud „Trude“ Petri-Raben (* 25. August 1906 in Hamburg; † 5. Februar 1998 in Vancouver) war eine deutsche Bildhauerin, Malerin und Designerin.

## Leben
Petri entstammte einer Hamburger Kaufmannsfamilie. In Hamburg erhielt sie eine Ausbildung als Töpferin, ab 1927 besuchte die die Porzellanklasse an den Vereinigten Staatsschulen für freie und angewandte Kunst in Berlin und war Schülerin an der Keramischen Fachklasse der Staatlichen Porzellan-Manufaktur in Berlin. 1929 wurde sie von Direktor Günther von Pechmann als Designerin zur Königlichen Porzellan-Manufaktur Berlin (KPM) geholt.

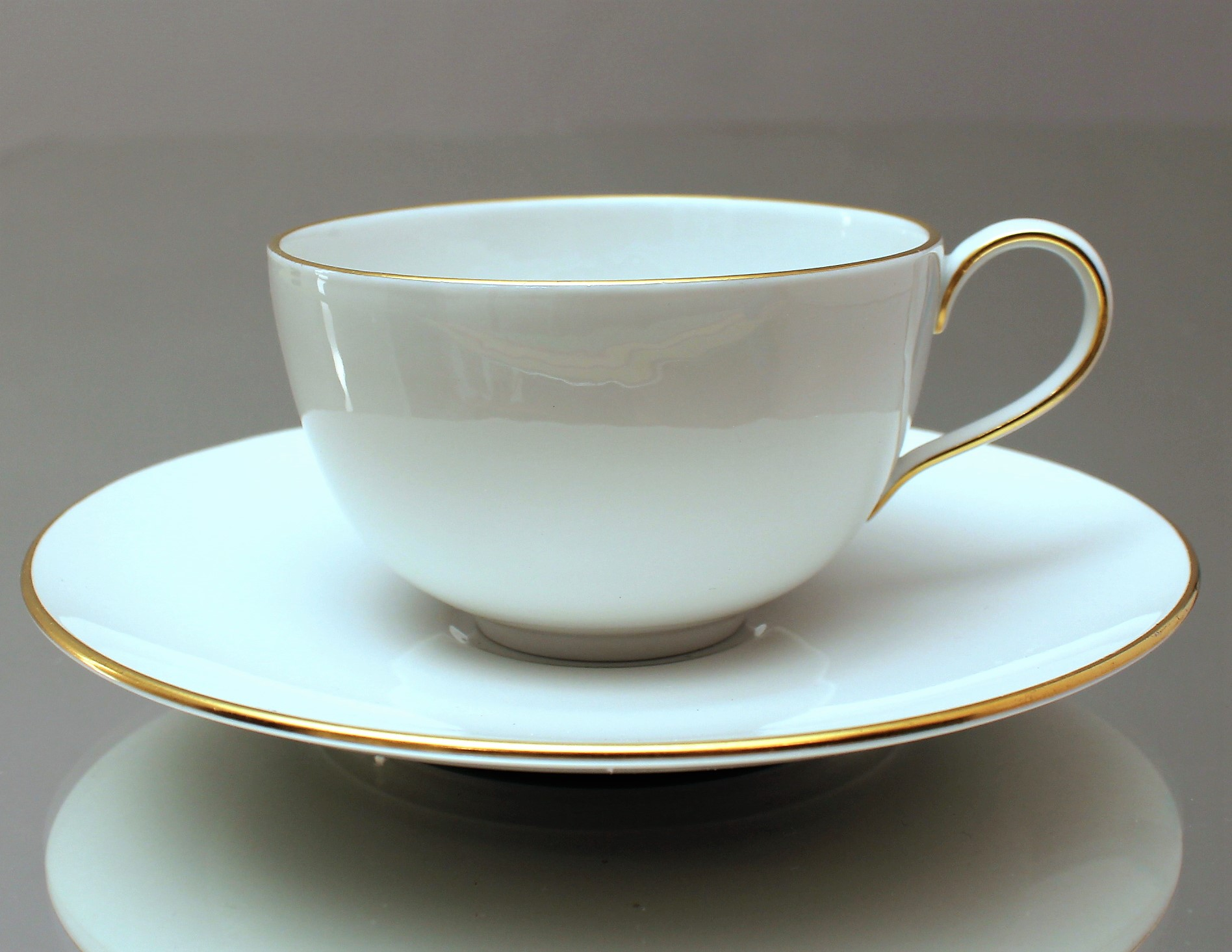
Kaffeetasse (Ober- und Untertasse) aus dem Service Urbino von KPM (Entwurf: Trude Petri, 1931)

1930–1932 entwarf sie Urbino, ein Service, das die Forderung des Deutschen Werkbundes und des Bauhauses nach materialgerechter Form und Reduktion auf das Wesentliche erfüllte. Es wurde 1936 auf der Triennale in Mailand mit einer Goldmedaille ausgezeichnet und erhielt 1937 auf der Pariser Weltausstellung den Grand Prix. Der Entwurf basiert auf den Grundformen Kreis und Kugel und zeigt sich von der eleganten ostasiatischen Gefäßkunst beeinflusst. Damit entsprach er den Bedingungen serieller Herstellung und vielseitiger Verwendung. KPM produziert das Service bis heute. Im selben Jahr modernisierte und erweiterte sie das 1860 von Modellmeister Julius Mantel (1820–1896) entworfene Kaffee- und Teeservice Neuberlin.
Gemeinsam mit dem Bildhauer Siegmund Schütz (1906–1998) schuf sie die ab 1938 produzierte Serie Arkadia, bei dem Petri die Form, Schütz die Medaillons in Biskuit-Porzellan gestaltete. Die Idee stammte von Günther von Pechmann, der seit 1929 Direktor der Staatlichen Porzellanmanufaktur war und 1938 entlassen worden war. Als  in der Nacht vom 22. auf den 23. November 1943 die Gebäude der KPM am Tiergarten zerstört worden waren, gingen auch die Formen zum Urbino-Porzellan verloren. Nach dem Zweiten Weltkrieg wird die Arkadia-Form auch ohne Medaillons unter dem Namen Urania gefertigt. 1947 bis 1949 ergänzte Petri für „Urbino“ Kaffee-, Mokka- und Teeservices.
1949 heiratete Petri den amerikanischen Architekten und Designer John Raben und siedelte 1950 nach Chicago über, eröffnete dort ein eigenes Atelier, blieb KPM aber weiter als Designerin verbunden. 1953 gestaltete sie Barflaschen in weißem oder in seladongrünem Porzellan, bis 1967 Entwurf von Vasen, Aschenbechern, 1950 Salz- und Pfefferstreuer „Igel“, 1953 Salatservice „Urbino“, 1966 ein Schachspiel in Porzellan.

## Ausstellungen
- 1937: Weltausstellung Paris und Triennale Mailand (Auszeichnung Goldmedaille für „Urbino“)
- 1954: X. Triennale in Mailand – Auszeichnung der Barflaschen in weißem oder seladongrünem Porzellan[2]
- 2006: Jubiläumsausstellung im Kunstgewerbemuseum Berlin zum 100. Geburtstag von Trude Petri und Siegmund Schütz